# پل بوسفلت
پل بوسفلت (هلندی: Paul Bosvelt؛ زادهٔ ۲۶ مارس ۱۹۷۰) یک بازیکن فوتبال اهل هلند است.

## تیم ملی
وی همچنین در تیم ملی فوتبال هلند بازی کرده است.